# Zahneisen

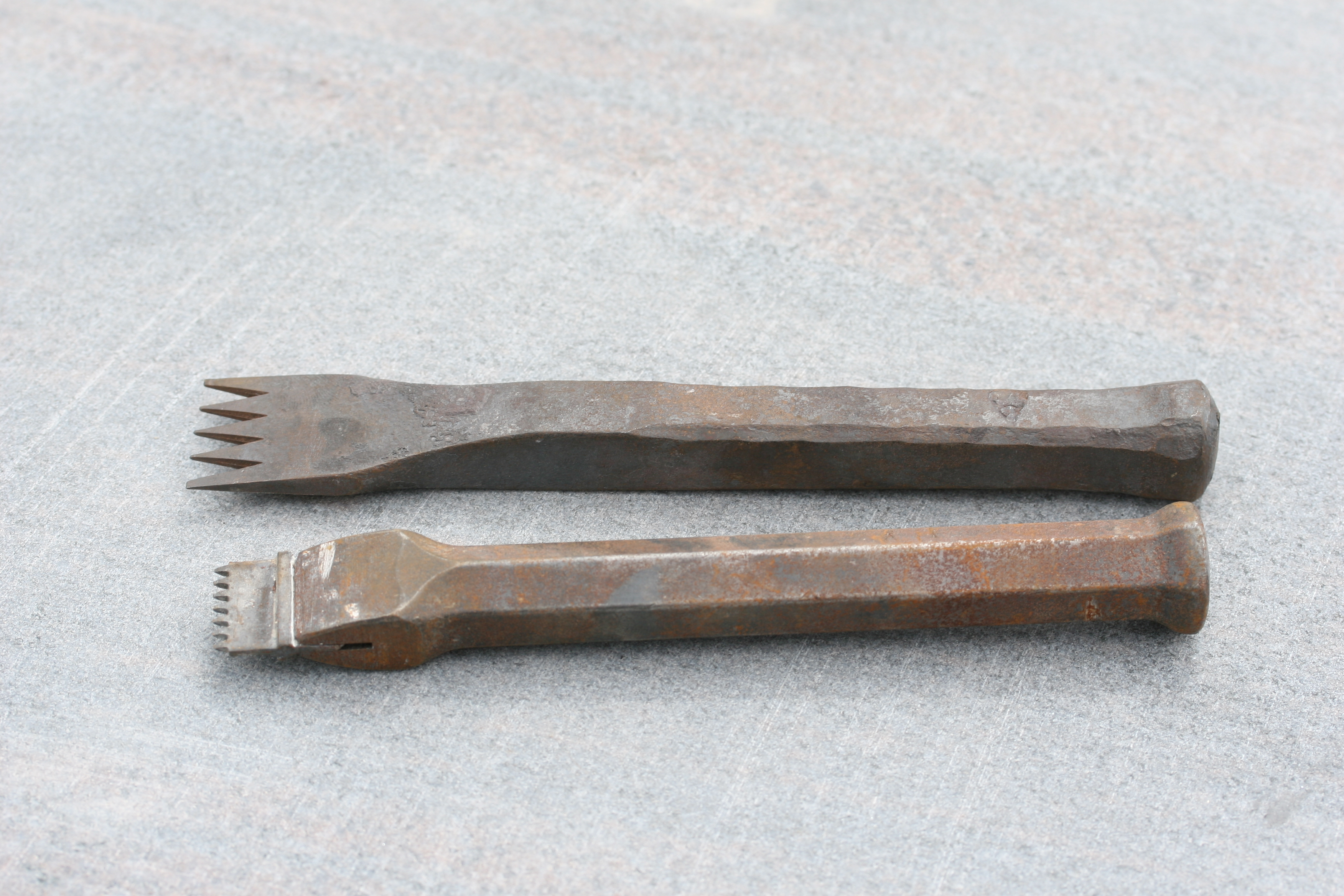
Zahneisenhalter mit auswechselbarem Hartmetalleinsatz (unten), geschmiedetes Zahneisen (oben)

Als Zahneisen bezeichnet man einen Flach-Meißel mit gezahnter Schneide mit einer unterschiedlichen Anzahl von Spitzen.
In erster Linie wird es vom Steinmetz oder Steinbildhauer zum Abarbeiten der Überstände (Bosse) im Kantenbereich und bei Profilarbeiten verwendet, da durch die gezahnte Schneide ein Einreißen ins Gestein beim Bearbeiten vermieden wird. Es wird aber auch verwendet, um auf Flächen eine bestimmte Oberflächenstruktur zu erzielen.
Der Einsatz von Zahneisen beschränkt sich auf Weichgesteine wie Sedimentgesteine oder bestimmte metamorphe Gesteine. Zum Antreiben des Zahneisens benutzt man bei Weichgestein den Knüpfel, bei Marmor einen Fäustel. Die Zähne sind für das Bearbeiten von Sandstein breit, für Kalkstein und Marmor spitz geformt.
Neben geschmiedeten Zahneisen gibt es auch Zahneisenhalter mit auswechselbaren Schneiden, ferner solche mit in den Metallschaft eingelöteten Widiazähnen. Letztere brauchen nur nachgeschliffen zu werden.
Nachweislich haben griechische Steinbildhauer der Antike neben dem Spitzeisen auch Zahneisen zum Herstellen ihrer marmornen Skulpturen benutzt. In Mitteleuropa ging das Zahneisen im Laufe der Geschichte als Werkzeug verloren und wurde dort erst wieder in der Zeit von gotischen Steinmetzen eingeführt.

## Ähnliche Werkzeuge
- Zahnfläche
- Schlageisen (Werkzeug)
- Beizeisen
- Meißel

## Berufe
- Steinmetz
- Steinbildhauer